# Amendoeira
Prunus dulcis (antes classificada como Prunus amygdalus ou Amygdalus communis), popularmente conhecida como amendoeira, amêndoa-de-coco, amêndoa-durázio e amêndoa-molar, é uma espécie de árvores de folhas caducas (perdidas geralmente em meses frios) da família Rosaceae (plantas com flor da ordem Rosales), que possui a semente do fruto geralmente considerada como um fruto seco: a amêndoa, uma oleaginosa. Tal como o pessegueiro, pertence ao subgénero Amygdalus.
É nativa do oriente médio, nas regiões de clima mediterrâneo da Síria, Turquia, e Paquistão, apesar de já ter sido introduzida em vários outros lugares. Em Portugal, é frequente na região do Douro, Trás-os-Montes e no Algarve.[carece de fontes?]
Apesar de o termo amêndoa se referir ao fruto da amendoeira (Prunus dulcis), usualmente ele também é referido a sua semente, ou mesmo às sementes de outras variedades de amendoeiras. De tais sementes, são extraídos óleos e essências possuidores de propriedades medicinais e muito utilizados na indústria de cosméticos e na produção do licores.
Um de seus usos culinários é a produção do Leite-de-amêndoa.

## Etimologia
"Amêndoa" provém do grego amygdále, através do latim amygdala. Prunus dulcis, traduzido do latim, significa "ameixa doce". "Durázio" provém do latim duracinu, significando "duro". "Molar" provém do latim molare, "de moinho".

## Importância religiosa
A amendoeira apresenta um grande valor religioso, principalmente ao Cristianismo e Judaismo. Além de ser citada algumas vezes em livros como Jeremias, e alguns livros do Pentateuco, como Números, Gênesis e Êxodos; a representação de seu fruto adornando representações de santidades cristãs, no formato da mandorla, principalmente em pinturas de Jesus Cristo no período Romanesco e Bizantino.
Segundo a tradição Judaica, por sua vez, a antiga Menorah do Templo de Salomão era adornada com botões de amendoeira, bem como o cajado de Messias será feito de tal madeira.

## Produção de amêndoa em Portugal
No Nordeste Transmontano, sobretudo nas terras da Terra Quente e do Douro Superior, mais para sul do distrito de Bragança, concentra-se a maior parte do amendoal português, 16 mil dos cerca de 24 mil hectares, e daqui sai 67% da produção nacional de amêndoa.
O volume de negócios gerado por este fruto seco em Trás-os-Montes , ronda os oito milhões de euros por ano resultado de uma produção de cerca de duas mil toneladas, enquanto a vizinha Espanha, líder europeia de produção, colhe cerca de 220 mil toneladas por ano.
Em Portugal, entre os anos de 2010 e 2022 a produção de amêndoa com casca aumentou 40.000 toneladas .

## Produção mundial
| País                                     | Produção de amêndoa em 2018 (toneladas anuais) |
| ---------------------------------------- | ---------------------------------------------- |
| Estados Unidos                           | 1.872.500                                      |
| Espanha                                  | 339.033                                        |
| Irão                                     | 139.029                                        |
| Marrocos                                 | 117.270                                        |
| Turquia                                  | 100.000                                        |
| Itália                                   | 79.801                                         |
| Austrália                                | 69.880                                         |
| Tunísia                                  | 66.733                                         |
| Argélia                                  | 57.213                                         |
| China                                    | 49.879                                         |
| Grécia                                   | 38.352                                         |
| Chile                                    | 36.033                                         |
| Síria                                    | 34.700                                         |
| Afeganistão                              | 34.413                                         |
| Líbano                                   | 30.530                                         |
| Líbia                                    | 29.625                                         |
| Paquistão                                | 20.615                                         |
| Uzbequistão                              | 19.446                                         |
| Portugal                                 | 14.304                                         |
| Fonte: Food and Agriculture Organization |                                                |